# Llista de bisbes de Mende
La llista de bibes de Mende és la següent:

## Abans del segle VI
La llista de bisbes dels primers segles del cristianisme és incompleta. Durant els aproximadament trenta anys que va durar el domini visigot, que eren arrians, fins a l'arribada dels francs després del 507, s'accepta que la diòcesi va quedar vacant.
| Dates     | Nom          | Comentari | Imatge                                        |
| --------- | ------------ | --- | --------------------------------------------- |
| segle III | Sant Severià | Existència dubtosa. La llegenda diu que fou enviat al país gabale (Gavaldà) per sant Marcial. | -                                             |
| vers 258  | Sant Privat  | Patró del bisbat de Mende, martiritzat en una incursió dels alamans dirigits per Croc (Chrocus). Hauria estat enviat al Gavaldà per sant Austremoni.                                                                                    | representació artística del martiri de Privat |
| vers 314  | Genialis     | Representant del Gavaldà al Concili d'Arle del 314, quan era un simple diaca. | -                                             |
| vers 402  | sant Fermí   | No hi ha proves de que el centre del seu bisbat fos a Mende; ell vivia a Banassac, on hauria estat enterrat. Segons les fonts podria haver estat el successor directe de Privat. Firmí podria ser la mateixa persona que Fermí d'Amiens | -                                             |
| vers 451  | Valeri       | Va signar amb altres bisbes una carta dirigida al papa Lleó I. | -                                             |

## À l'època delsmerovingis
| Dates               | Nom         | Comentari | Imatge |
| ------------------- | ----------- | --- | ------ |
| vers 506            | Lleònic     | El nom del bisbe l'esmenta el seu diaca Òptim quan va signar les actes del concili d'Arle del 506.                                                                   | -      |
| 515-535             | sant Hilari | Va combatre els francs des del seu castell de Castel-Merlet a les gorges del Tarn. Podria ser el mateix que el sant Ilari que apareix a la llegenda de santa Enímia. | -      |
| vers 541            | Evanti      | A vegades considerat sant, és conegut per haver signat les actes del concili d'Orleans del 541.                                                                      | -      |
| vers 561 - vers 584 | Parteni     | Conegut pels seus conflictes amb el comte de Gavaldà Pal·ladi. És el primer que es va anomenar bisbe del Gavaldà                                                     | -      |
| 614-627             | Agrícola    | Conegut només per la seva presència al concili de Reims, on va acompanyar al seu metropolità de Bourges sant Sulpici.                                                | -      |
| vers 628            | Sant Ilari  | Potser el mateix personatge que sant Hilari (515-535), però amb la grafia canviada (francès Ilère) apareix a la vida de santa Enímia                                 | -      |

## À l'època delscarolingis
| Dates        | Nom         | Comentari | Imatge                                                 |
| ------------ | ----------- | --- | ------------------------------------------------------ |
| vers 804     | Joan I      | | -                                                      |
| vers 811     | Hermon      | | -                                                      |
| abans de 828 | Sant Frézal | Hauria estat assassinat el 828 pel seu nebot Bucilinus que volia ocupar el seu lloc. Estaria enterrat a La Canourgue.                                                               | Estàtua de Sant Frézal a la col·legial de la Canourgue |
| 875-879      | Agenulf     | A vegades Guido Agenulphus, apareix als conciclis de Chalon de 875 i de Pontyon el 876. El papa Joan VIII li va escriure una carta.                                                 | -                                                      |
| vers 908     | Guillem I   | Podria haver estat present a la fundació del monestir de Sant Pere del Pui de Velay.                                                                                                | -                                                      |
| vers 951     | Esteve      | El primer a portar el títol de bisbe de Mende (abans bisbe de Gavaldà o de les Gabales). Va restablir el monestir de Santa Enímia i el va posar sota direcció del de Saint-Chaffre. | -                                                      |

## A l'epoca delsCapets
| Dates | Nom                      | Comentari | Imatge                   | Blasó                        |
| --- | ------------------------ | --- | ------------------------ | ---------------------------- |
| vers 998                                                                                                   | Matafred                 | Present a la fundació del monestir de Langogne. | -                        | -                            |
| 1027-1050                                                                                                  | Ramon                    | Va signar les actes dels concilis de Llemotges i de Bourges del 1031. Mort el 1050 | -                        | -                            |
| 1054-1095                                                                                                  | Aldebert I de Peyre      | Fundador, amb el seu germà Astorg, del monestir de Saint-Sauveur-de-Chirac, on s'hauria retirat al acabar el seu episcopat. | -                        | Blasó episcopal dels Peyre   |
| 1095-1098                                                                                                  | Guillem II               | Present a la consagració de la catedral de Saint-Flour pel papa Urbà II. | -                        | -                            |
| 1098-1098                                                                                                  | Robert                   | El seu episcopat podria ser degut a haver anat a la croada on va morir. | -                        | -                            |
| 1099-1123                                                                                                  | Aldebert II de Peyre     | Nebot d'Aldebert I. Mort el 1123. | -                        | Blasó episcopal dels Peyre   |
| 1123-1150                                                                                                  | Guillem III              | Possible membre de la família de Châteauneuf-Randon o de Peyre. | -                        | -                            |
| 1153-1187                                                                                                  | Aldebert III del Tournel | Jurà fidelitat al rei Lluís VII de França i va rebre a canvi els drets de regalia de la diòcesi per l'acta coneguda com «la Bula d'or» el 1161.                                                                                    | -                        | Blasó episcopal dels Tournel |
| 1187-1223                                                                                                  | Guillem IV de Peyre      | Cosí per la seva mare del rei català Jaume I}, va consolidar el poder temporal dels bisbes sobre el Gavaldà. Va abdicar el març de 1223.                                                                                           | -                        | Blasó episcopal dels Peyre   |
| 1223-1247                                                                                                  | Esteve II de Brioude     | Primer canonge de Brioude, quan fou bisbe va entrar en conflicte amb els senyors del Gavaldà. | -                        | -                            |
| 1247-1274                                                                                                  | Odiló de Mercœur         | Nebot d'Odiló de Mercœur, bisbe del Pui (avui Le Puy-en-Velay, mort el 1198. El 1269 va iniciar un procés al parlament de París a causa dels abusos del senescal de Beaucaire que va acabar amb el pariatge de 1307.               | -                        | Blasó episcopal dels Mercœur |
| 1274-1275 : a la mort d'Odiló de Mercœur, els canonges van tardar un any a posar-se d'acord pel successor. |                          | |                          |                              |
| 1275-1284                                                                                                  | Esteve III d'Auriac      | Va assistir al concili d'Aurillac de 1278. | -                        | -                            |
| 1285-1296                                                                                                  | Guillem V Durand         | Conegut com "l'Especulador", autor de divereses obres considerades de referència al seu temps. | retrat de Guillem Durand | Blasó episcopal dels Durand  |
| 1296-1330                                                                                                  | Guillem VI Durand        | Nebot de l'anterior. Va signar el pariatge que va descompondre el Gavaldà en tres parts: la terra del rei, la terra del bisbe i la terra comuna sota jurisdicció d'una cort comuna on els jutges eren nomenats pel rei i el bisbe. | Retrat de Guillem Durand | Blasó episcopal dels Durand  |

## Després del pariatge de 1307
Després del pariatge entre el rei Felip el Bell i Guillem VI Durand, els bisbes van veure reconeguda i el Gavaldà fou governat per comtes-bisbes fins a la Revolució francesa de 1789.
| Dates | Nom | Comentari | Imatge                           | Blasó                                     |
| --- | --- | --- | -------------------------------- | ----------------------------------------- |
| 1330-1331 | Joan II d'Arcy | Fou bisbe un any i després transferit a Autun. | -                                | Blasó de Joan d'Arcy                      |
| 1331-1361 | Albert Lordet | D'una família noble de Chirac al Gavaldà, era bisbe durant la pesta de 1348. | -                                | -                                         |
| 1362-1366 | Guillem VII Lordet | Nebot de l'anterior, primer canonge a Mende i després vicari del bisbe. Va succeir al seu oncle després de quasi un any de vacant. | -                                | -                                         |
| 1366-1368 | Pere II d'Aigrefeuille | Abans bisbe de Tulles, Vabres, Clermont i Usès on va tenir com a vicari Guillem de Grimoard, després papa Urbà V; fou bisbe d'Avinyó nomenat per aquest papa.                                                                                 | Pere II d'Aigrefeuille           | Blasó de Pere d'Aigrefeuille              |
| 1368-1370: el papa Urbà V es reserva l'església de Mende, i la fa governar per vicaris, per emprar els ingressos en magnificar la catedral de Mende. | 1368-1370: el papa Urbà V es reserva l'església de Mende, i la fa governar per vicaris, per emprar els ingressos en magnificar la catedral de Mende. | 1368-1370: el papa Urbà V es reserva l'església de Mende, i la fa governar per vicaris, per emprar els ingressos en magnificar la catedral de Mende.                                                                                          | Retrat imaginari del papa Urbà V | Blasó del papa Urbà V                     |
| 1371-1372 | Guillem VIII de Chanac | Abans bisbe de Chartres, creat cardenal poc després d'arribar a Mende, conegut llavors com el "cardemal de Mende". | -                                | Blasó del cardenal Guillem de Chanac      |
| 1372-1375 | Bompar Virgile | De la noblesa de Mende, abans bisbe d'Usès. | -                                | Blasó de Bompar Virgile                   |
| 1376-1387 | Pons de La Garde | Nebot de Gaucelí de la Garde, bisbe de Lodeva i després Magalona. Era comte-bisbe durant les incursions angleses i de les grans companyies al país.                                                                                           | -                                | Blasó episcopal dels la Garde de Chabonas |
| 1387-1390 | Joan III d'Armanyac | Fill bastard del comte d'Armanyac, fou després bisbe d'Auch. | -                                | [ 12 ]                                    |
| 1390-1408 | Robert del Bosc | Monjo de la Chaise-Dieu, primer bisbe d'Alet i després de Coserans. | -                                | -                                         |
| Joan da Costa fou bisbe el 1408, però el seu nom fou suprimit pel canonge de Montgros en 1941.                                                       | | |                                  |                                           |
| 1408-1409 | Guillem IX de Boisratier | Nadiu de Bourges, hi va retornar com arquebisbe metropolità després d'un any de ser bisbe de Mende. | -                                | -                                         |
| 1410-1412 | Pere de Saluzzo | Fill del marquès Frederic II de Saluzzo, i germà del cardenal Amadeu de Saluzzo, fou primer canonge d'Amiens i després de Lió. | -                                | Blasó de Pere de Saluzzo                  |
| 1413-1413 | Geraud del Puy | Abans bisbe de Montauban, després de Saint-Flour i finalment de Carcassona. Fou també ambaixador francès a Castella i a Anglaterra. | -                                | Blasó de Geraud del Puy                   |
| 1413-1426 | Joan IV de Corbie | Emparentat a sante Fleur i nebot del canceller Arnaud de Corbie, va ser bisbe tres anys abans de ser traslladat a Auxerre. | -                                | -                                         |
| 1427-1441 | Ranulf de Pérusse d'Escars | Designat bisbe de Llemotges pels canonges de la diòcesi, aquest bisbat fou concedit a Pierre d'Ailly i després a Nicolas Viaud per l'antipapa Joan XXIII. El papa Martí V va nomenar llavors Hug de Roffignac i va transferir Ranulf a Mende. | -                                | Blasó de Ranulf de Péruse d'Escars        |
| 1441-1443 | Aldebert IV de Peyre | Ardiaca de la diòcesi des de 1421, i després vicari general, fou elegit pels canonges el 1441, i va morir dos anys després. | -                                | Blasó episcopal dels Peyre                |
| 1443-1468 | Guiu de La Panouse | Canonge i després vicari general de Rodès, fou escollit a Mende per unanimitat. Traslladat a Cahors el 1444, el trasllat fou finalment anul·lat. Va abdicar en favor del seu nebot i nomenat bisbe de Damasc.                                 | -                                | Blasó épiscopal dels La Panouse           |
| 1468-1473 | Antoine de La Panouse | En conflicte amb el rei Louis XI, va perdre l'autoritat sobre la vila de Mende. Els bisbes no la recobraran fins a 1478. Nebot de l'anterior.                                                                                                 | -                                | Blason épiscopal des La Panouse           |
| 1473-1474 | Pere Riario | Nebot del Papa Sixt IV, creat cardenal el 1471. Fou llavors bisbe de Florència, administrador apostòlic de Valence i Die, i després patriarca de Constantinoble, abans de ser administrador apostòlic de Mende.                               | Pere Riario                      | Blasó cardenalici dels della Rovère       |
| 1474-1478 | Joan V de Petit | No va residir a la diòcesi. | -                                | -                                         |
| 1478-1483 | Julià della Rovere | Futur papa Juli II, mai va estar al Gavaldà que fou administrada per vicaris, entre els quals François Alamand a partir de 1480. | Retrat de Juli II                | Blasó papal dels della Rovere             |
| 1483-1503 | Climent della Rovere | Nebot o cosí segon del anterior, designat per Juli II. No va arribar a Mende fins dos anys després de ser nomenat. Creat cardenal, va abdicar en favor del seu germà.                                                                         | Retrat de Climent della Rovere   | Blasó cardenalici dels della Rovere       |

## Època moderna
| Dates                                                                                      | Nom                                      | Comentari | Imatge                                             | Blasó                                        |
| ------------------------------------------------------------------------------------------ | ---------------------------------------- | --- | -------------------------------------------------- | -------------------------------------------- |
| 1504-1524                                                                                  | Francesc della Rovere                    | Germà de l'anterior, va acabar la basílica-catedral de Notre-Dame-et-Saint-Privat de Mende. | Retrat de Francesc della Rovere                    | Blasó episcopal dels della Rovere            |
| 1524-1532                                                                                  | Claude Duprat                            | Primer abat comanditari de l'abadia de Mozac de 1516 à 1524, essent nomenat bisbe per Francesc I de França. | Retrat de Claude Duprat                            | Blasó de Claude Duprat                       |
| 1533-1538                                                                                  | Joan VI de la Rochefoucauld              | Abans senyor de Cellefrouin i abat de Saint-Amant-de-Boixe | Retrat de Joan de la Rochefoucauld                 | Blasó episcopal dels la Rochefoucauld        |
| 1538-1544 (ou 45)                                                                          | Carles de Pisseleu                       | Germà de la favorita del rei, Anna de Pisseleu, fou el primer bisbe comanditari de Bourgueil. Transferit tot seguit a Condom.                                                                                    | Retrat de Carles de Pisseleu                       | Blasó de Carles de Pisseleu                  |
| 1545-1567                                                                                  | Nicolau Dangu                            | Fill natural, però legítim, del canceller Antoine Duprat. Fou primer bisbe de Séez. Fou canceller del rei de Navarra.                                                                                            | -                                                  |                                              |
| 1568-1585                                                                                  | Renaud de Beaune                         | Fou després bisbe de Bourges (càrrec que va compaginar amb el de bisbe de Mende de 1581 a 1585). Després fou arquebisbe de Sens.                                                                                 | retrat de Renaud de Beaune                         | Blasó de Renaud de Beaune                    |
| 1585-1608                                                                                  | Adam de Heurtelou                        | Va restaurar la catedral de Mende destruïda per les tropes de Mathieu Merle. | Retrat d'Adam de Heurtelou                         | -                                            |
| 1608-1623                                                                                  | Carles de Rousseau                       | Nebot de l'anterior, del que fou vicari general. Va consagrar la catedral restaurada. | -                                                  | -                                            |
| 1623-1625 : sede vacante                                                                   |                                          | |                                                    |                                              |
| 1625-1628                                                                                  | Daniel de La Mothe Duplessis-Houdancourt | No va estar mai a la diòcesi, administrada pel vicari Jacques Dumas, mort al setge de la Rochelle. | Retrat de Daniel de la Mothe Duplessis-Houdancourt | -                                            |
| 1628-1659                                                                                  | Silvestre de Crusy de Marcillac          | Va restaurar el castell episcopal de Chanac i va donar un orgue a la catedral de Mende. La població de Mende estava dividida en dos faccions rivals, els Marmaux i els Catharinaux.                              | -                                                  | -                                            |
| 1661-1676                                                                                  | Jacint Serroni                           | Italià. Primer bisbe d'Orange, després traslladat a Albi, on fou el primer arquebisbe (1676-1687). | Retrat de Hyacinthe Serroni                        | -                                            |
| 1677-1707                                                                                  | Francesc Plàcid de Baudry de Piencourt   | Va fer un hospital a Mende. | Retrat de Francesc Plàcid de Piencourt             | Blasó de Francesc Plàcid de Piencourt        |
| 1707-1723                                                                                  | Pere de Baglion de La Salle              | Va viure la pesta de 1721. Va morir de verola el 1723. | Retrat de Pere de Baglion de la Salle              | Blasó de Pere de Baglion de la Salle         |
| 1723-1767                                                                                  | Gabriel-Florent de Choiseul Beaupré      | Cèlebre per les pregàries per a posar final als atacs de la Bèstia del Gavaldà, un animal no identificat que va atacar i matar a un centenar de persones; havia estat abans bisbe de Saint-Papoul                | Retrat de Gabriel-Florent de Choiseul-Beaupré      | Blasó de Gabriel-Florent de Choiseul-Beaupré |
| 1767-1792                                                                                  | Jean-Arnaud de Castellane                | Durant la Revolució un cisma va establir un cap espirirual alternatiu en la persona d'Esteve Nogaret però Arnaud de Catellane no va abdicar; exiliat a Suïssa, fou capturat i executat el 9 de setembre de 1792. | Retrat de Jean-Arnaud de Castellane                | -                                            |
| 1791-1794 : Esteve Nogaret designat bisbe constitucional 1794-1802 : desconegut o vacant ? |                                          | |                                                    |                                              |

## Després del concordat
Nombroses ciutats van perdre la condició de bisbat durant la Revolució Francesa, però Mende fou ratificada en el concordat del 1801.
| Dates                                                    | Nom                                       | Comentari | Retrat                                        | Blasó                                  |
| -------------------------------------------------------- | ----------------------------------------- | --- | --------------------------------------------- | -------------------------------------- |
| 1802-1805                                                | Jean-Baptiste de Chabot                   | Bisbe de Saint-Claude durant la revolució, va abdicar, i fou nomenat pel primer cònsol com a bisbe de Mende. Bisbe emèrit de 1805 fins a la seva mort el 1819,     | -                                             | Blasó de Jean-Baptiste de Chabot       |
| 1805-1821                                                | Esteve Perfecte Martí Maurel de Mons      | Durant la Revolució francesa era canonge d'Ais de Provença i vicari general del Vivarais. Després fou bisbe d'Avinyó.                                              | Retrat d'Esteve Perfecte Martí Maurel de Mons | Blasó d'Esteve Maurel de Mons          |
| Administrador Charles-Louis Salmon du Chatellier el 1821 |                                           | |                                               |                                        |
| 1821-1848                                                | Claude-Jean-Joseph Brulley de La Brunière | Vicari general d'Usès, es va refugiar a Roma durant la revolució francesa. El 1817 fou bisbe de Pamier abans de ser nomenat a Mende.                               | Retrat de Claude Brulley de la Brunière       | Blasó de Claude Brulley de la Brunière |
| 1849-1873                                                | Jean-Antoine-Marie Foulquier              | Ordenat sacerdot a Rodès el 1822; es va retirar el 1873 restant bisbe emèrit fins a morir el 1882.                                                                 | -                                             | -                                      |
| 1873-1876                                                | Joseph-Frédéric Saivet                    | Després transferit a Perpinyà-Elna, on va morir amb 48 anys. | -                                             | -                                      |
| 1876-1889                                                | Julien Costes                             | Ordenat a Rodès el 1844. Va abdicar el 1889 i fou bisbe emèrit fins a la seva mort el 1890                                                                         | -                                             | -                                      |
| 1889-1900                                                | François-Narcisse Baptifolier             | Sacerdot durant 50 anys, bisbe als 70 anys, va morir al cap d'onze anys.                                                                                           | retrat de François-Narcisse Baptifolier       | -                                      |
| 1901-1906                                                | Henri-Louis Bouquet                       | Fou després bisbe de Chartres de 1906 a la seva mort el 1926 | -                                             | -                                      |
| 1906-1929                                                | Jacques-Jean Gély                         | Consagrat pel papa Pius X. | -                                             | -                                      |
| 1929-1937                                                | Jules-Alexandre Cusin                     | Mestre a Portugal, consagrat bisbe titular de Nysse i coadjutor de Mende, on finalment fou bisbe el 1929.                                                          | -                                             | -                                      |
| 1937-1945                                                | François-Louis Auvity                     | Bisbe auxiliar de Bourges, i després bisbe de Sarepta. Va abdicar i fou bisbe titular de Dionysania, restant bisbe emèrit de Mende fins a la mort el 1964          | -                                             |                                        |
| 1945-1950                                                | Maurice Rousseau                          | Primer bisbe auxiliar de Blois, després bisbe titular d'Isba. Després de 5 anys a Mende, fou bisbe de Laval, on va restar com bisbe emèrit fins a la mort el 1967. | -                                             | -                                      |
| 1951-1957                                                | Émile Pirolley                            | Abans vicari general a Vesoul, després de 6 anys a Mende fou bisbe de Nancy.                                                                                       | -                                             | -                                      |
| 1957-1983                                                | René Boudon                               | Nadiu de la Losera, ordenat a Nancy. Fou bisbe emèrit del 1983 a la seva mort el 1994.                                                                             | -                                             | Blasó de René Boudon                   |
| 1983-1989                                                | Roger Meindre                             | Professor de filosofia als seminaris de Saint-Flour i després de Clermont-Ferrand, bisbe el 1983. Després fou arquebisbe d'Albi el 1989. Mort el 1999.             | -                                             | -                                      |
| 1989-2002                                                | Paul Bertrand                             | Bisbe auxiliar de Lió, va succeir a Roger Meindre el 1989. Retirat l'octubre de 2001 i després fou bisbe emèrit.                                                   | -                                             | -                                      |
| 2002-2006                                                | Robert Le Gall                            | Monjo benedictí, després fou arquebisbe de Tolosa. | Foto de Robert Le Gall                        | Blasó de Robert Le Gall                |
| 2007-2018                                                | François Jacolin                          | després fou bisbe de Luçon | Retrat de François Jacolin                    | -                                      |
| Des de 2018                                              | Benoît Bertrand                           | |                                               | -                                      |